# Kemnather Waldhaus
Kemnather Waldhaus war ein Gemeindeteil der ehemaligen Gemeinde Ahornberg im Landkreis Kemnath.
Das Kemnather Waldhaus wurde 1967 abgerissen. Es ist entstanden aus einem hier seit etwa 1860 bestehenden Forsthaus, zeitweise mit kleiner Gastwirtschaft. In den Amtlichen Ortsverzeichnissen wird bis zur Ausgabe 1952 die Ortsbezeichnung Forsthütte verwendet. Das Forsthaus lag im ehemals gemeindefreien Gebiet Ahornberger Forst.
Heute befindet sich an dieser Stelle der Wildpark Waldhaus Mehlmeisel.
Koordinaten: 49° 58′ N, 11° 50′ O